# Ла Пјопа (Ферара)
Ла Пјопа је насеље у Италији у округу Ферара, региону Емилија-Ромања.
Према процени из 2011. у насељу је живело 42 становника. Насеље се налази на надморској висини од 3 м.